# Corredor Seco Centroamericano

Ubicación de Centroamérica

El Corredor Seco es un área geográfica con una población de 10.5 millones de personas aproximadamente, donde cerca del 60% vive en la pobreza. Posee un área de 1600 km de largo y de 100 a 400 km de ancho con una concentración del 90% de la población de Centroamérica que incluyen las principales capitales de la región y parte de México.

## Historia
Desde 1960, se ha registrado un incremento en la frecuencia y regularidad de estos fenómenos extremos,  la acumulación de sus efectos durante años también ha aumentando la pobreza de la zona. La pérdida de cosecha provoca que las familias no tengan cómo plantar la siguiente, con lo que la escasez se perpetúa.
En el 2016, Guatemala, Honduras y El Salvador sufrieron una de las sequías más graves de los últimos 10 años, dejando a más de 3.5 millones de personas necesitando asistencia humanitaria.
El Índice de Riesgo Climático Global de Germanwatch en 2018 publicó que Honduras y Nicaragua son el segundo y sexto país que se han visto más afectados por los impactos de eventos que generan pérdidas relacionadas con el clima, durante el periodo de 1998 al 2017.
En el 2019, El Niño provocó una caída acumulada del 60% de las lluvias comparada con la media de la zona. La sequía genera diversos estragos, en abril se propagaron incendios forestales en el norte de Guatemala y Honduras causando sequía algunos ríos de Honduras. La falta de lluvia también ha afectado incluso a la parte central de Nicaragua.

## Ubicación
El Corredor Seco es un área geográfica de 1600 km de largo y de 100 a 400 km de ancho que cruza desde el estado de Chiapas, en México, hasta el noroeste de Costa Rica, pasando por El Salvador, Honduras y Nicaragua también se considera como parte de esta zona de tierras áridas el Arco Seco de Panamá, aunque no tenga continuidad territorial siendo un tramo.

## Efectos

Mapa de climas del Caribe, según la clasificación climática de Köppen-Geiger, perteneciente al período 1980 - 2016.

Mapa de climas del Caribe, según la clasificación climática de Köppen-Geiger, proyecciones para el período 2071 - 2100.

### Impacto sobre la agricultura y la seguridad alimentaria
En América Central, el cambio climático y la degradación ambiental han aumentado la vulnerabilidad de las familias que viven en el Corredor Seco Centroamericano, conduciendo a la inseguridad alimentaria y nutricional y al deterioro de los medios de vida. Estas familias viven en áreas con infraestructura y servicios limitados, y casi no tienen los recursos para enfrentar los riesgos ambientales como resultado, se están socavando sus medios de vida y sus opciones de empleo, en particular en el sector agrícola.

### Pobreza extrema
El Corredor Seco es la región más densamente poblada de América Central, con una población de 10,5 millones de personas aproximadamente. "Cerca del 60% de la población del Corredor Seco vive en la pobreza", explica el secretario ejecutivo de la Comisión Centroamericana de Ambiente y Desarrollo (CCAD), Salvador Ernesto Nieto Cárcamo. La pobreza es severa en Nicaragua, Honduras, El Salvador y Guatemala y tiene especial incidencia en las zonas rurales.

### Migración
Las migraciones internas y transnacionales, además de la crisis de trabajo y falta de recursos, añade lo que en su opinión es la problemática del agronegocio que se instaló en diferentes puntos de la zona. Tradicionalmente se ha considerado que la pobreza y la inseguridad eran las principales causas de la migración centroamericana, pero en los últimos años existe un incremento de las personas que huyen de los efectos del cambio climático.

### Deforestación y agua contaminada
Guatemala ha perdido casi una cuarta parte de sus bosques desde que se inició el siglo XXI, y más del 25% de sus 38 cuencas hidrográficas contaminadas, y Honduras, un país de 112 492 kilómetros cuadrados, pierde cada año entre 60 000 y 80 000 hectáreas de sus bosques.
"En Centroamérica hay unos niveles de deforestación muy altos", lo que ha contribuido a "que los fenómenos climáticos extremos se conviertan en desastres (...) eso afecta (a su vez) mucho los niveles de pobreza y desnutrición", declaró a Efe la directora regional Adjunta del Programa de Naciones Unidas para el Medio Ambiente (PNUMA) para América Latina y el Caribe, Piedad Martín.

### Indicadores por país
Algunos de los indicadores por país en Centroamérica podemos encontrar:
| Indicador                                     | El Salvador  | Honduras     | Guatemala  |
| --------------------------------------------- | ------------ | ------------ | ---------- |
| Personas que necesitan asistencia humanitaria | 700 000      | 1 300 000    | 1 500 000  |
| Personas en inseguridad alimentaria           | 190 000      | 461 000      | 915 000    |
| Perdida de cultivos de Maíz                   | 60%          | 60%          | sin datos  |
| Perdida de cultivos del Frijol                | sin datos    | 80%          | sin datos  |
| Déficit en financimiento (USD)                | 6.6 millones | 3.4 millones | 7 millones |

## Perspectivas
El coordinador subregional para Mesoamérica de la FAO, Adoniram Sanches, indica que uno de los efectos visibles del agravamiento de la situación en la zona son las migraciones masivas en forma de caravanas hacia Norteamérica. Advierte que los problemas actuales en el Corredor Seco corren el riesgo de agravarse si no se realizan esfuerzos conjuntos entre gobiernos, organismos internacionales, entre otras entidades de cooperación internacional y la sociedad civil.
En el 2019 el Programa Mundial de Alimentos de las Naciones Unidas (WFP) junto a la FAO lanzó una alerta sobre la extrema sequía y la inminente crisis alimentaria.
Hugo Hidalgo León, investigador y director del Centro de Investigaciones Geofísicas de la Universidad de Costa Rica, explica que las comunidades agrarias del Corredor Seco, especialmente en los países del norte -Guatemala, Honduras y El Salvador- se encuentran en el riesgo que los campos se vuelvan áridos debido al calentamiento global que es muy alto.

## Acciones
El Banco Centroamericano de Integración Económica (BCIE), en colaboración con ONU Programa para el Medio Ambiente, desarrolló la propuesta “Adaptación basada en ecosistemas para aumentar la resiliencia climática en el corredor seco centroamericano y las zonas áridas de la República Dominicana” que está actualmente en la última etapa de revisión por parte del Fondo Verde para el Clima.
Durante la COP26, Guatemala, Honduras y Nicaragua están en un listado de Estados Unidos que identificó a 11 países y 2 regiones del mundo, que corresponden a su esfera de interés geoestratégica, con mayor riesgo y menos capacidad de adaptación a la crisis climática que afecta con fuerza a El Salvador y tiene diversos niveles de impacto en Panamá y Costa Rica, países estos reconocidos por ser "carbono negativo", el primero, y por su ambiciosa política de descarbonización, el segundo.

### Financiamiento
Los gobiernos centroamericanos se han unido para decir en los espacios globales que tienen una necesidad real de financiación para enfrentar la crisis climática, lo que ya ha dado frutos: el Fondo Verde del Clima aprobó una donación de más de $170 millones de dólares.

### Campañas
- Resiliencia, mirar de nuevo, hacerlo mejor: Organizaciones sociales de la región Centroamericana lanzaron la campaña denominada "Resiliencia, mirar de nuevo, hacerlo mejor" en octubre de 2021, esta campaña forma parte del programa "Seguridad alimentaria para las poblaciones afectadas por el cambio climático en América Central"; la campaña contiene estrategias comunicacionales con las cuales se busca informar y sensibilizar sobre la imperante necesidad de provocar cambios positivos en las prácticas que posibiliten una mejor gestión ante el fenómeno del cambio climático y la sequía en Centro América.[10][11][12][13][14][15]

### Activismo
- Heinrich-Böll-Stiftung (Latinoamerica): La Oficina Centroamérica de la Fundación Heinrich Böll trabaja desde 1995, fundamenta su labor en los principios básicos de ecología, sustentabilidad y fortalecimiento de la democracia, impulsando iniciativas y desarrollando acciones concretas por la incidencia política, por la protección del medio ambiente y el respeto de los derechos humanos. Sus acciones se llevan a cabo en El Salvador, Guatemala, Honduras, Nicaragua y Costa Rica, por la consecución de resultados democráticos y de transformación social y ecológica.[16]